# Гоуст (Call of Duty)
Саймон «Гоуст» Райлі — вигаданий персонаж сюжетної арки Call of Duty «Modern Warfare». Вперше він з'являється як неігровий персонаж у Call of Duty: Modern Warfare 2, де він є другим за посадою капітаном Соупом МакТавішем. Він відомий своєю культовою балаклавою з черепом, навушниками та темно-червоними сонцезахисними окулярами. Його передісторія детально описана в коміксі «Modern Warfare 2: Привид», який досліджує події, що призвели до того, що він став членом оперативної групи 141, та короткометражному фільмі «Знайти Макарова»: Операція «Кінгфіш».
Перезапущена версія Райлі була коротко згадана в грі Call of Duty: Modern Warfare 2019 року, за нього можна було грати в мультиплеєрі та Call of Duty: Warzone. Він дебютував у кампанії в сиквелі 2022 року, Call of Duty: Modern Warfare II. У цій версії Райлі зображений так, що все його обличчя, окрім очей, приховане під маскою у формі черепа.
Альтернативна версія Райлі з'являється як головний герой Call of Duty: Mobile, а також у Call of Duty: Infinite Warfare та Call of Duty: Ghosts як скін у багатокористувацькій грі. Райлі вважається головним героєм Modern Warfare 2, а також часто згадується як один з найпопулярніших персонажів франшизи Call of Duty.

## Дизайн персонажа
Райлі вперше з'являється в п'ятій місії Modern Warfare 2, «„Takedown“». Його озвучує Крейг Фейрбрасс. Його передісторія розкривається в міні-серії коміксів «Modern Warfare 2: Привид», де він зображений як особа, що пережила домашнє насильство з боку свого батька і бореться зі складними психологічними проблемами. Його фірмова балаклава з малюнком черепа нагадує подібні маски з черепами, які використовують солдати в реальному світі.
У Call of Duty: Modern Warfare II Райлі повертається до кампанії, яка відбувається в новій сюжетній лінії. Його озвучує і зображує за допомогою захоплення руху актор Семюел Рукін, незважаючи на ранні повідомлення про те, що Фейрбрасс повернеться до озвучення персонажа. За задумом Infinity Ward, його персонаж повинен був бути розкритий і оживлений глибше, ніж в оригіналі. У перезавантаженні його минуле тримається в таємниці, щоб зберегти його анонімність, і він описується як «експерт у підпільних ремеслах». Відомо, що він віддає перевагу виконанню місій наодинці і страждає від проблем з довірою.

## Появи

### Оригінальна підсерія Modern Warfare

#### Call of Duty: Modern Warfare 2
У Call of Duty: Modern Warfare 2 лейтенант Саймон «Гоуст» Райлі є членом SAS, завербованим генералом Шепардом для служби в оперативній групі 141. Його відправляють на завдання в Ріо-де-Жанейро, щоб захопити Алехандро Рохаса, постачальника терориста Владимира Макарова, який влаштував різанину в російському аеропорту. Він захоплює помічника Рохаса і готується його катувати, але йому вдається втекти з фавели під час нальоту бразильської міліції. Використовуючи інформацію, отриману від Рохаса, група здійснює наліт на нафтову вишку, що веде до «ГУЛАГу», де перебуває ув'язнений капітан Прайс, а Райлі зламує систему безпеки в'язниці, щоб допомогти команді вивести його на Прайса. Виявивши два можливих місця перебування Макарова та його людей, Райлі та Гері «Роуч» Сандерсон здійснили напад на таємну конспіративну квартиру на кордоні між Грузією та Росією, де здобули важливі розвідувальні дані про ультранаціоналістів. Після визволення їх зраджує генерал Шепард, їх вбивають, а тіла спалюють, і вони стають жертвами плану Шепарда зробити себе героєм війни, ліквідувавши самого Макарова.

### Перезапуск підсерії Modern Warfare

#### Call of Duty: Modern Warfare та Warzone
У фінальній сцені Call of Duty: Modern Warfare Райлі вперше з'являється як потенційний рекрут в оперативну групу 141 спільно з МакТавішем і Кайлом «Газом» Гарріком.
Райлі з'являється в багатокористувацьких режимах, що входять до складу Бойового пропуску другого сезону. Під час подій Warzone Райлі потрапляє у Верданськ, де знаходить членів «Перемир'я», які борються один проти одного за виживання в умовах токсичного газу, випущеного в місто, і просить Прайса надіслати підкріплення. Через кілька місяців він об'єднується з рештою «Оперативної групи 141», вистежує Віктора Захаєва і заважає йому запустити ядерну ракету.

#### Call of Duty: Modern Warfare II
У Call of Duty: Modern Warfare II Райлі вперше з'являється під командуванням генерала Шепарда, де допомагає оперативній групі 141 у вбивстві іранського генерала Горбрані. Потім його перекидають до мексиканського кордону і міста Лас Альмас, де він захоплює майора сил Кудс Хасана Зяні, відпускаючи його з пристроєм стеження, щоб запобігти негативному впливу на політичну ситуацію. Райлі очолює рейд на покинуту нафтову вишку, щоб запобігти запуску ракети, але його зраджують командир підрозділу « Shadow Company» Філіп Грейвс і генерал Шепард, які захоплюють базу і затримують його людей. Вбивши під час переслідування кількох членів підрозділу «Shadow Company», Райлі вдається втекти разом із Соупом, якого він веде за собою і з яким вони тікають з Лас-Альмаса. Разом із Родольфо Парра їм вдається визволити Алехандро та решту «Лос Вакерос» з-під варти, а потім зустрітися з Прайсом і Ґазом. На складі, що належить Алехандро, Райлі знімає маску і формує «Ghost Team» з бійцями 141 і «Вакерос», щоб ліквідувати Грейвса до того, як дізнається про змову з метою запуску ракети з Чикаго у Вашингтон, О. К.. Команда зриває змову, і Райлі вбиває Хасана саме тоді, коли той збирається скинути Соупа з будівлі. Востаннє Райлі бачать у масці в кафе, де Прайс впізнає лідера російських ультранаціоналістів Владимира Макарова.

### Інші появи
Райлі був представлений як ігровий персонаж у мобільній грі Call of Duty: Heroes 2014 року. Оригінальний Райлі з'являється як ігровий персонаж у Call of Duty: Mobile та головний герой сюжетної лінії коміксів, будучи доданим як частина Бойового пропуску 1-го сезону, тоді як його перезапущена версія з'являється у вигляді костюму.

## Відгуки та спадщина
Саймон «Гоуст» Райлі вважається одним з найбільш культових персонажів франшизи. Хорхе Агілар з Dot Esports, який вважає його найкращим персонажем серії, описує його як «одного з найкращих солдатів у грі», а також зазначає, що «його крута маска, сонцезахисні окуляри та крутий стиль привернули увагу фанатів». Смерть Райлі в Modern Warfare 2 часто наводять як приклад вражаючого сюжетного повороту в іграх, його смерть від рук його ж власних суперників шокувала гравців і закріпила за Шепардом роль центрального антагоніста гри. Перезапущений образ Райлі був високо оцінений за втілення Рукіна, хоча кампанія Modern Warfare II була розкритикована за його більшу деталізацію порівняно з оригіналом.
Його популярність призвела до припущень про створення спін-оффу, присвяченого його персонажу, а також до того, що він є тезкою Райлі, німецької вівчарки в Call of Duty: Ghosts. Присутність Райлі разом з іншими чоловічими персонажами у фанфіках серії була предметом уваги науковців. Зображення Райлі в Modern Warfare II призвело до того, що він став об'єктом гомоеротичного фан-арту та «шипінгу» з героєм серії Соупом МакТавішем. Критики відзначили його сексуальну привабливість і голос як такі, що привернули до неї користувачів TikTok, які, як вважається, не належать до звичайної цільової демографічної групи гетеросексуальних чоловіків, що грають у гру. Ця тенденція надихнула на коментарі щодо сексуалізації чоловіків у відеоіграх. Окрім цієї теми, відео з Гоустом, який моторошно витріщається на МакТавіша, також став інтернет-мемом, який потім використовувався з моторошною музикою на задньому плані для гумористичних коротких відеороликів, зроблених користувачами інтернету.